# Viktoria von Dirksen
Viktoria Auguste von Dirksen, geb. von Laffert, (* 8. Mai 1874 auf Gut Dannenbüttel; † 1. Mai 1946 ebenda) war eine deutsche Salonnière in Berlin der 1920er und 1930er Jahre. Sie förderte Adolf Hitler.

## Leben
Viktoria von Dirksens Eltern waren der Gutsbesitzer August von Laffert (1842–1915) und seine Frau Antoinette Stein. Ihr Bruder war der preußische Offizier und Schriftsteller Karl August von Laffert. Ihre Jugend verbrachte sie auf den Gütern ihrer Eltern in Lehsen und Garlitz im Landkreis Ludwigslust-Parchim. Auf Lehsen heiratete sie am 9. Dezember 1891 den Gutsbesitzer und Rittmeister Olof Freiherrn von Paleske (1862–1945). Ihre Tochter Elisabeth Freiin von Paleske (1897–1985) heiratete später Werner von Rheinbaben. Viktoria Freifrau von Paleske ließ sich 1918 scheiden und heiratete in zweiter Ehe am 1. Juni 1918 in Berlin den Gutsbesitzer und Diplomaten Willibald von Dirksen. Dessen Sohn Herbert von Dirksen war in den 1920er und 1930er Jahren Botschafter in Moskau und London. Nach dem Tod ihres zweiten Ehemannes im Jahr 1928 gründete von Dirksen die Dirksen-Stiftung, deren Schirmherrin sie wurde. Bei der Gründung der Stiftung kamen ihr enge Kontakte zur Stein-Bank zugute. Im Kuratorium der Stiftung saßen später Ernst Röhm und Heinrich Himmler.

### Weimarer Republik
In den 1920er Jahren wurde die Berliner Villa der Dirksens in der Magarethenstraße Nr. 11 rasch zum Mittelpunkt der ehemaligen Berliner und Potsdamer Gesellschaft. Bald trafen sich dort die Führer der Deutschen Volkspartei, der Deutschnationalen Volkspartei und später auch der Nationalsozialistischen Deutschen Arbeiterpartei. Sie standen gegen die linken Regierungen und bekämpften die Weimarer Republik. Viktoria von Dirksen trat in diesen Jahren als Gastgeberin von abendlichen Banketten und nachmittäglichen Teerunden sowie als Veranstalterin des einflussreichen politisch-gesellschaftlichen Salons „Hof“ auf. Darüber hinaus hielt sie regelmäßig „politische Cercle“ (Joachim Fest) im Hotel Kaiserhof (Berlin). Historiker wie Joachim Petzold bescheinigen den Dirksens eine erhebliche Bedeutung im politischen Leben der Republik.
Zu den Persönlichkeiten aus Politik, Gesellschaft, Kultur und Wirtschaft, die in ihrem Haus ein und aus gingen, gehörten die Generäle von Hammerstein, von Schleicher und von Stülpnagel, Reichspräsident Paul von Hindenburg und sein Sohn Oskar, der Zentrumsführer Heinrich Brüning, der ehemalige deutsche Kronprinz Wilhelm, seine Gattin Cecilie und seine Brüder August Wilhelm und Eitel Friedrich, der italienische Diplomat Graf Ciano sowie die NS-Größen Hermann Göring, Franz von Epp und Joseph Goebbels mitsamt seiner Frau Magda, die Dirksen in dem rassekundlichen Debattierzirkel „Nordischer Ring“, in dem sie sich in den 1920er Jahren engagierte, kennengelernt hatte.
Insbesondere mit den zuletzt Genannten war Dirksen auch über das „gesellschaftlich Gebotene“ in engster Weise privat verbunden: So war Goebbels seit den frühen 1930er Jahren ein regelmäßiger Gast in Dirksens Tee- und Abendgesellschaften, bei denen sie ihm als seine „mütterliche Gönnerin“ Kontakte und Geldmittel zukommen ließ. Als Belege für die Enge der Beziehung, die Goebbels und Dirksen zueinander unterhielten, lassen sich etwa die Umstände anführen, dass er vom 9. bis 19. Dezember 1930 in ihrem Haushalt wohnte und dass sie 1931 zu den nur achtzehn geladenen Gästen auf der Hochzeitsgesellschaft des späteren Reichspropagandaministers zählte, der in seinem Tagebuch über sie urteilte: „Sie ist mir wie eine Mutter“.
Dirksens erste nachgewiesene Initiative zugunsten Hitlers lässt sich in das Jahr 1922 datieren, als sie es ihm ermöglichte, im illustren Berliner Nationalen Club einen Vortrag vor Persönlichkeiten der „besseren Gesellschaft“ zu halten. Dirksen und die Repräsentanten des Klubs waren es auch, die Hitler die ersten entscheidenden Kontakte zu den nationalen Kreisen Norddeutschlands vermittelten. In den frühen 1930er Jahren nutzte Dirksen insbesondere auch ihre Kontakte zum Reichspräsidenten von Hindenburg, um für Hitler und seine Ziele zu werben. So notierte Goebbels etwa am 22. Januar 1933, knapp eine Woche vor Hitlers Ernennung zum Kanzler, über die Versuche seiner Freundin, Hindenburg zugunsten einer Ernennung Hitlers zum Kanzler zu beeinflussen: „Frau Dirksen arbeitet mächtig“.
Vor Hitlers Machtübernahme trat sie der NSDAP bei (Mitgliedsnummer 1.373.464).

### Zeit des Nationalsozialismus
Dirksens Salon in Berlin blieb auch nach der „Machtergreifung“ ein wichtiges Forum der Nationalsozialisten. Die nicht unerhebliche Rolle, die Dirksen als Förderin des Aufstiegs von Hitler und seiner Partei – der sie in der „Kampfzeit“ nicht nur großzügige private Spenden hatte zukommen lassen, sondern auch Kontakte zu führenden Kreisen aus Politik, Gesellschaft und Wirtschaft vermittelte – gespielt hatte, findet auch Niederschlag in dem von Werner Maser vermerkten Umstand, dass Dirksen „von informierten NS-Anhängern hinter vorgehaltener Hand als ‚Mutter der Revolution‘ tituliert“ wurde. Ein anderer Hitler-Biograf, Fest, beschrieb Dirksens Rolle im Zusammenhang mit Hitlers „Emporkommen“ so, dass sich „[i]n Frau von Dirksen […] zur rechten Zeit wiederum eine jener älteren Freundinnen [einstellte], deren eifernder Rührigkeit er so viel verdankte.“ Der Herausgeber von Hitlers „Tischgesprächen“, Henry Picker, skizzierte das Verhalten, das der Diktator von Dirksen gegenüber an den Tag legte, mit den Worten: „[Er begegnete ihr] mit absoluter Grandezza, immer zuvorkommend und im Gespräch von einer fast herzlichen Natürlichkeit.“ Diese Beobachtung Pickers bestätigend, betonte Hitlers Leibdiener Heinz Linge in seinen Erinnerungen die Beflissenheit, mit der Hitler sich um die Gunst der Gesellschaftsdame bemühte: „selbst wenn Hitler sehr beschäftigt war, für Frau von Dirksen, die ihm stets auch schrieb, wenn sie sich auf Reisen befand […], hatte er immer Zeit.“ Die Exilschriftstellerin Sigrid Schultz wiederum führte den unverhältnismäßigen Erfolg „einer Anzahl von mittelmäßigen Diplomaten in ihrer Familie“ auf Dirksens Zusammenarbeit mit Hitler zurück, dessen „weiblicher Sponsor“ („Hitler’s feminine sponsor“) sie gewesen sei.
Janet Flanner stellte zudem in einer Schrift über Hitler, die in den 1940er Jahren in ein Gutachten/Findbuch des amerikanischen Office of Strategic Services über Hitlers Persönlichkeit aufgenommen wurde, die Behauptungen auf, dass Dirksen „in den vergangenen 15 Jahren Hitlers wichtigste weibliche Freundin“ (greatest woman friend) gewesen sei, dass sie den größten Teil des Vermögens ihres verstorbenen Ehemanns aufgewandt habe, um Hitlers politisches Weiterkommen zu fördern, dass sie ihm in ihrem Salon eine geheime Begegnung mit der zweiten Ehefrau von Wilhelm II., Kaiserin Hermine, vermittelt habe und dass Hitler sie – wann immer er in Berlin weilte – treu und ergeben alle vierzehn Tage als Teegast empfangen habe.
Der britische Rechtsextremist David Irving behauptet in seinem Buch The War Path, Hitler habe Dirksen häufig instrumentalisiert, um bestimmte Informationen auf indirektem Wege an bestimmte ausländische Regierungen weiterzugeben, von denen er einerseits wollte, dass die betreffenden Regierungen sie erhielten, von denen er andererseits aber aus taktischen Erwägungen nicht wollte, dass die ausländischen Regierungen wussten, dass er derjenige war, der sie ihnen zugespielt hatte (bzw. von denen er nicht wollte, dass die betreffenden Regierungen wussten, dass es in seinem Interesse lag, dass sie diese Informationen erhielten). Um dies zu erreichen, habe er einfach Dirksen über eine bestimmte Angelegenheit informiert und sie dann ersucht, absolutes Stillschweigen in der betreffenden Sache zu wahren – danach habe er sicher sein können, dass Dirksen, aufgeregt über das „wichtige Geheimwissen“, das sie erhalten habe, nicht würde an sich halten können und dieses Wissen binnen weniger Stunden in zahllosen „diskreten Gesprächen“ an das gesamte Korps der ausländischen Diplomaten in Berlin weitergegeben haben würde.
Mit Blick auf Dirksens Persönlichkeit werden in der Literatur immer wieder Eigenschaften wie „Beredsamkeit“, „Klugheit“ und „Temperament“ hervorgehoben. Der französische Botschafter André François-Poncet bescheinigte ihr „erprobte Taktlosigkeit“:

„Frau von Dirksen ist eine [Art deutsche] Jungfrau von Orleans. Die unsere war wenigstens jung und die Engländer haben sie rechtzeitig verbrannt.“